# لیبنبورگ
لیبنبورگ (به آلمانی: Liebenburg) یک شهر در آلمان است که در گوسلار واقع شده‌است. لیبنبورگ ۹٬۳۴۴ نفر جمعیت دارد.